# Turbinicarpus pseudopectinatus
Turbinicarpus pseudopectinatus là một loài thực vật thuộc họ Cactaceae. Đây là loài đặc hữu của México. Môi trường sống tự nhiên của chúng là rừng ôn đới và sa mạc nóng.

## Hình ảnh

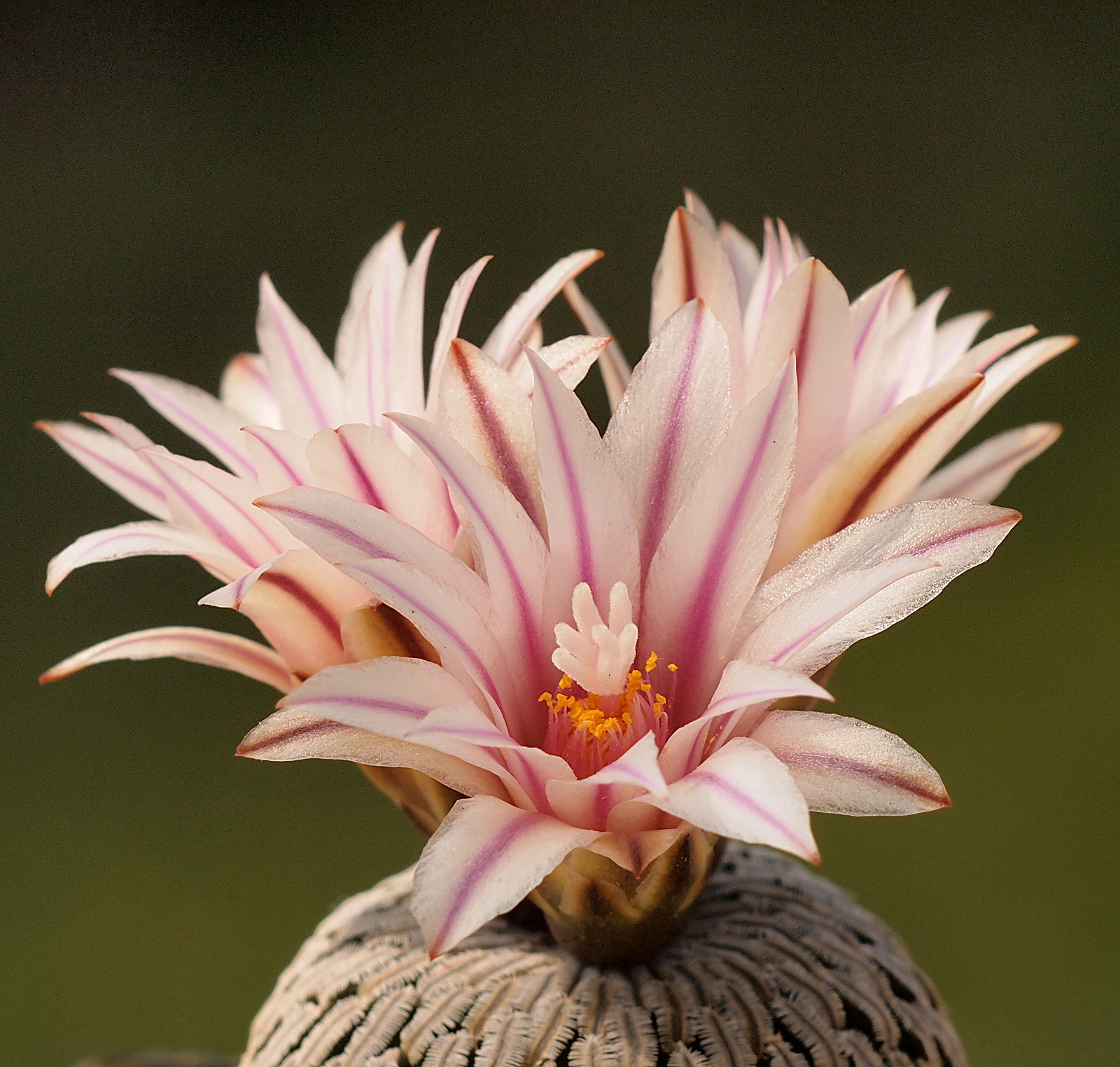
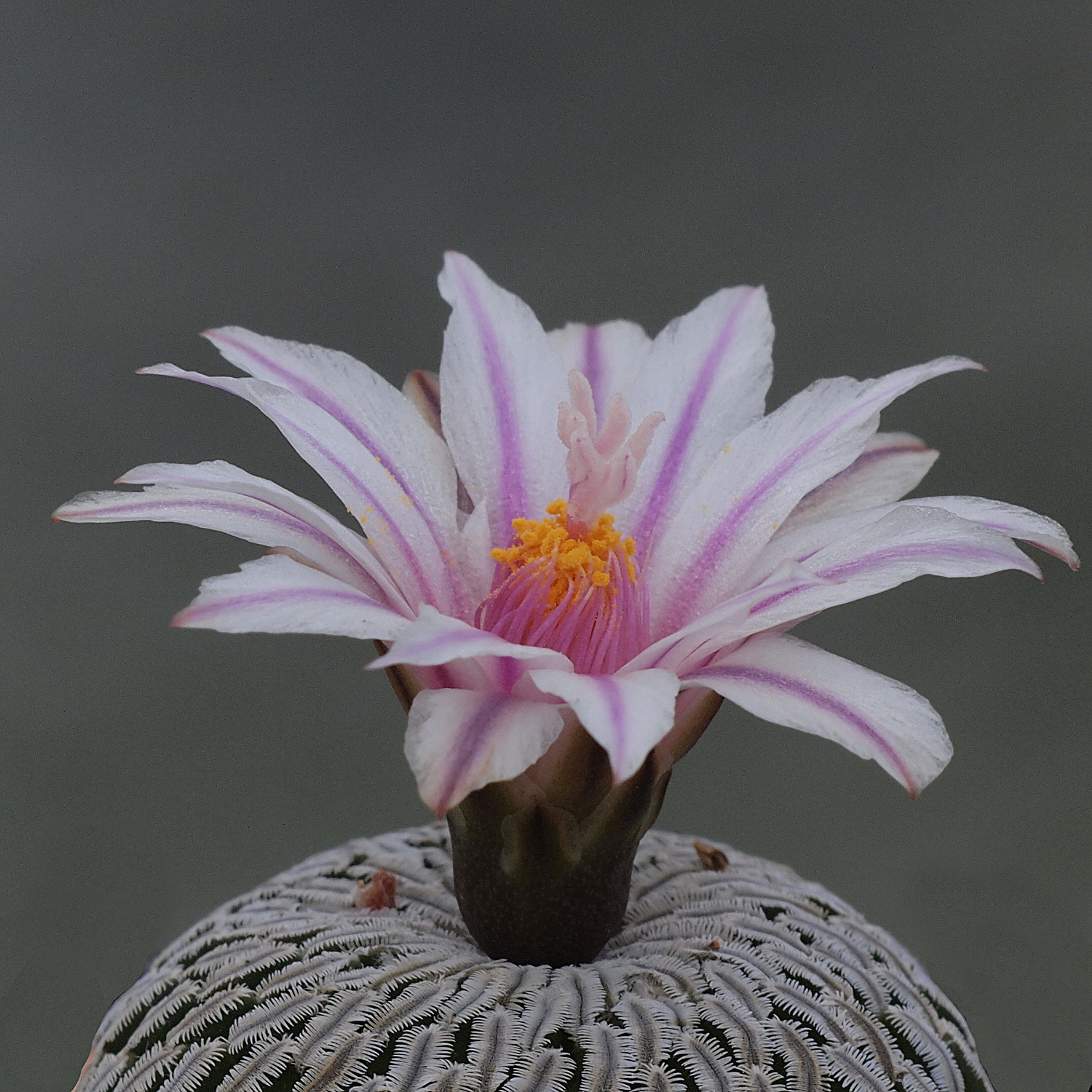